# Raggruppamento per il Mali
Il Raggruppamento per il Mali (in francese: Rassemblement pour le Mali, RPM) è un partito politico maliano di orientamento socialdemocratico fondato nel 2001 su iniziativa di Ibrahim Boubacar Keïta, a seguito di una scissione dall'Alleanza per la Democrazia in Mali.
Keïta, leader del partito, ha ricoperto la carica di Presidente della Repubblica dal 2013 al colpo di Stato del 2020.

## Risultati
| Elezione          | Seggi    |
| ----------------- | -------- |
| Parlamentari 2002 | 46 / 147 |
| Parlamentari 2007 | 11 / 147 |
| Parlamentari 2013 | 66 / 147 |
| Parlamentari 2020 | 51 / 147 |

| Elezione           | Elezione | Candidato              | Voti      | %     | Esito      |
| ------------------ | -------- | ---------------------- | --------- | ----- | ---------- |
| Presidenziali 2002 | I turno  | Ibrahim Boubacar Keïta | 329.143   | 21,03 | Non eletto |
| Presidenziali 2007 | I turno  | Ibrahim Boubacar Keïta | 433.897   | 19,15 | Non eletto |
| Presidenziali 2013 | I turno  | Ibrahim Boubacar Keïta | 1.222.657 | 39,23 | Eletto     |
| Presidenziali 2013 | II turno | Ibrahim Boubacar Keïta | 2.354.693 | 77,61 | Eletto     |
| Presidenziali 2018 | I turno  | Ibrahim Boubacar Keïta | 1.331.132 | 41,70 | Eletto     |
| Presidenziali 2018 | II turno | Ibrahim Boubacar Keïta | 1.798.632 | 67,17 | Eletto     |